# Vertedero de pared delgada

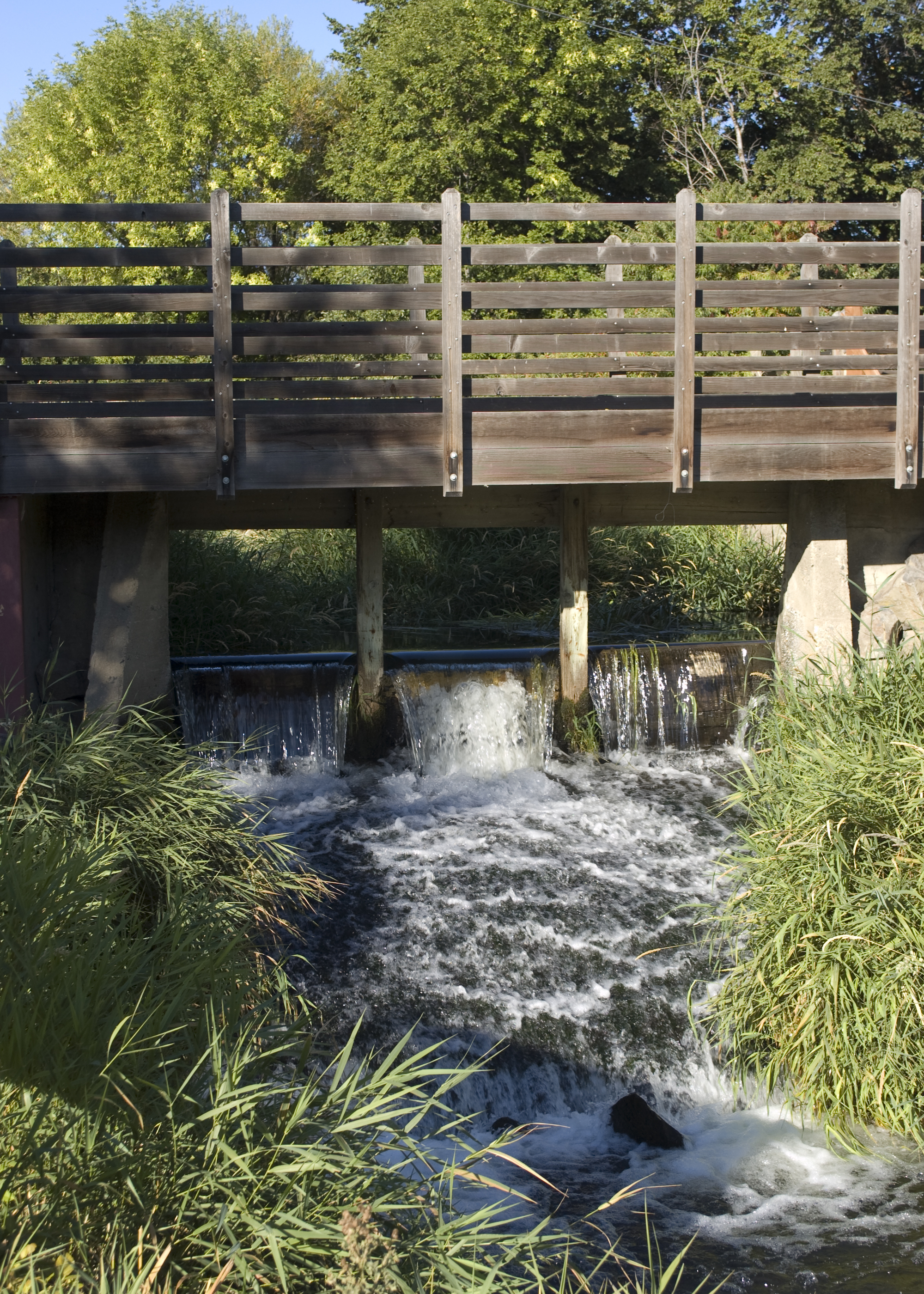
El vertedero de pared delgada en el molino de Thorp Washington.

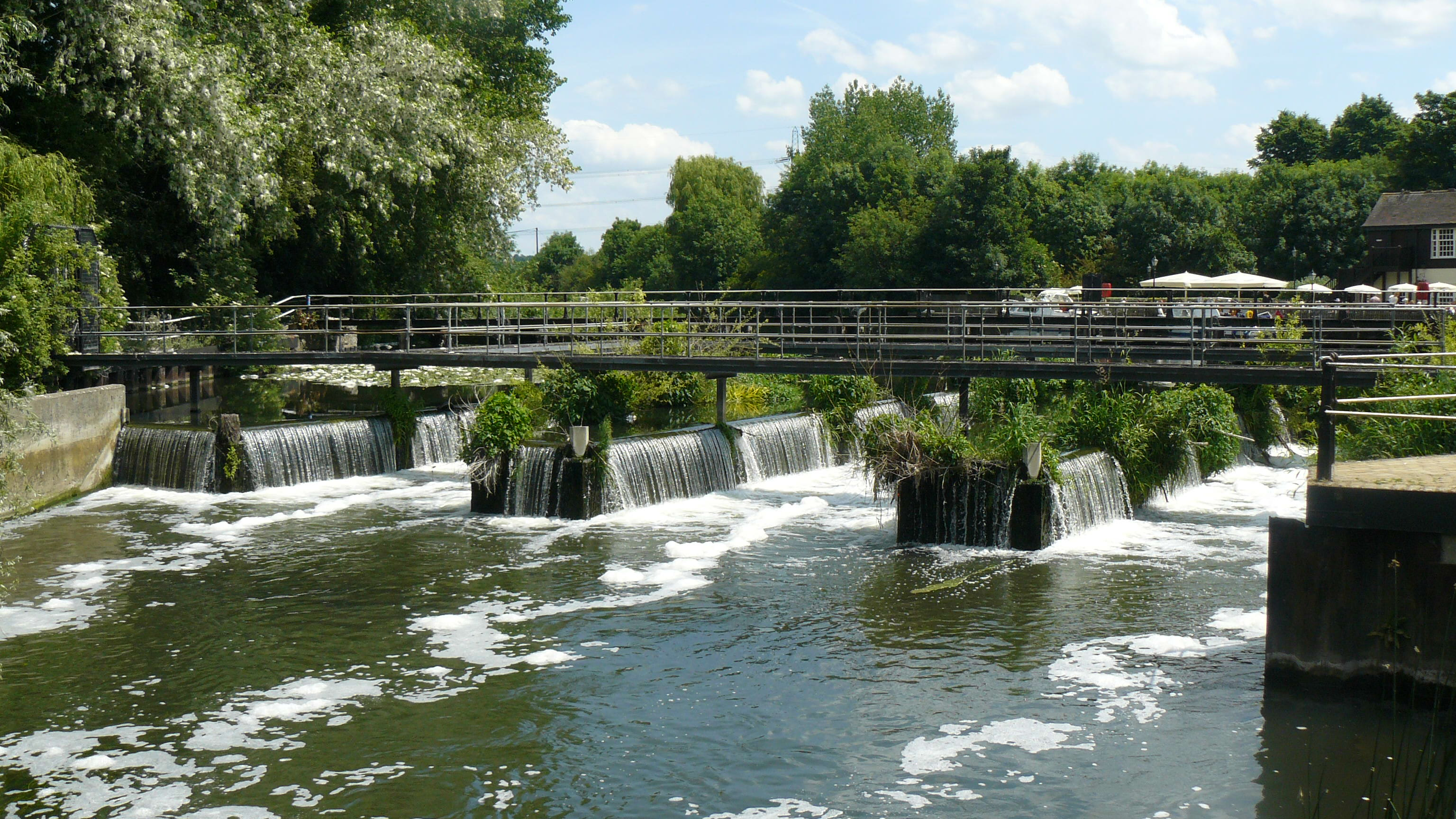
El vertedero de pared delgada en Dobbs cerca de Hoddesdon, Inglaterra.

Los vertederos de paredes delgadas son vertederos hidráulicos, generalmente usados para medir caudales. Para obtener resultados fiables en la medición con el vertedero de pared delgada es importante que: 
- tenga la pared de aguas arriba vertical,
- esté colocado perpendicularmente a la dirección de la corriente, y,
- la cresta del vertedero sea horizontal o, en el caso de que ésta sea triangular, la bisectriz del ángulo esté vertical.

Además, debe cuidarse de mantener la presión atmosférica debajo de la lámina vertida; el canal aguas arriba debe ser recto y estar desobstruido. La carga h, sobre la cresta del vertedero debe ser medida a una distancia suficiente, aguas arriba, para no tener influencia de la curvatura de la superficie líquida en la proximidad del vertedero. Para mantener la presión del aire, y evitar que este se vea succionado, acercando la lámina de agua al aliviadero, se instalan sistemas e aireación (generalmente tubos a los lados por donde entra el aire).

## Vertedero rectangular
La fórmula fundamental de caudal vertido en vertederos de sección rectangular, sin contracción, también conocido como vertedero de Bazin, es:
{\displaystyle Q=C_{w}^{1}.{\frac {2}{3}}{\sqrt {2.g.L}}\left(\left(h+{\frac {V_{0}^{2}}{2.g}}\right)^{3/2}-\left({\frac {V_{0}^{2}}{2.g}}\right)^{3/2}\right)}
Donde:
- Q = caudal en m³/s
- {\displaystyle C_{w}^{1}} = es un coeficiente indicador de las condiciones de escurrimiento del agua sobre el vertedero
- L = longitud de la solera del vertedero en m
- h = altura de la lámina vertiente sobre la cresta en m
- g = aceleración de la gravedad, en m/s2
- V0 = velocidad de llegada de la corriente inmediatamente aguas arriba del vertedero, en m/s

Si el vertimiento fuera de lámina contraída, se debe hacer una corrección, substrayendo: 0.1 h del valor de L por cada contracción.
Cuando la velocidad de aproximación es baja se puede simplificar la ecuación de la siguiente forma:
{\displaystyle Q=C_{w}.L.h^{3/2}}
Donde:
- {\displaystyle C_{w}} - además de otros factores considera la velocidad de aproximación.

Las características del tipo de flujo que afectan {\displaystyle C_{w}} pueden ser definidas por h y  {\displaystyle {\frac {H_{d}}{h}}}
Donde:
- {\displaystyle H_{d}} = altura del vertedero en m

Los valores de {\displaystyle C_{w}} se encuentran en la tabla siguiente
| Hd/h   | h=0.05 | h=0.10 | h=0.20 | h=0.40 | h=0.60 | h=0.80 | h=1.00 | h=1.50 |
| 0.5    | 2.316  | 2.285  | 2.272  | 2.266  | 2.263  | 2.262  | 2.262  | 2.261  |
| 1.0    | 2.082  | 2.051  | 2.037  | 2.030  | 2.027  | 2.026  | 2.025  | 2.024  |
| 2.0    | 1.964  | 1.933  | 1.919  | 1.912  | 1.909  | 1.908  | 1.907  | 1.906  |
| 10.0   | 1.870  | 1.839  | 1.824  | 1.817  | 1.815  | 1.814  | 1.813  | 1.812  |
| \infty | 1.846  | 1.815  | 1.801  | 1.793  | 1.791  | 1.790  | 1.789  | 1.788  |

## Vertedero triangular
Para medir caudales muy pequeños (menos de 6 litros por segundo), se obtiene mejor precisión utilizando aliviaderos de pared delgada de sección triangular, pues la presión varía con la altura, dándose un gran gradiente de velocidad entre la parte inferior del triángulo y la superior. El caudal sobre un aliviadero triangular es dado por la fórmula:
{\displaystyle Q=C_{w}^{1}.{\frac {8}{15}}{\sqrt {2.g}}.h^{5/2}\tan(\beta /2)}
Donde:
- {\displaystyle \beta } = ángulo del vértice del triángulo
- {\displaystyle C_{w}^{1}} = aproximadamente a 0,58 variando ligeramente con la carga y el ángulo de la abertura.

## Vertedero de Cipoletti
El vertedero tipo Cipoletti es trapezoidal. La inclinación de los lados es de 4v/1h (4 unidades en la vertical por 1 unidad en la horizontal). El mayor caudal que pasa por la inclinación de los lados del trapecio, compensa la contracción lateral de los vertederos rectangulares, por lo tanto pueden utilizarse la fórmula y la tabla de coeficientes correspondiente al vertedero rectangular.